# Søren Kierkegaards Plads
Søren Kierkegaards Plads is een openbaar plein aan de haven op Slotsholmen in het centrum van Kopenhagen, Denemarken, en is vernoemd naar de Deense filosoof en theoloog Søren Kierkegaard. Het beslaat een strook waterkant tussen de bibliotheek Den Sorte Diamant (letterlijk: 'de zwarte diamant'), waarvan de hoofdingang uitkijkt op het plein, en het Frederiksholm-kanaal. Het bevindt zich tegenover de brouwerij van Christian IV en zijn oude arsenaal, waar nu het Oorlogsmuseum is gehuisvest.
Het plein werd in 1999 aangelegd in verband met de bouw van Den Sorte Diamant.
Oorspronkelijk bevond zich aan dit plein de Leeuw van Idstedt, maar deze werd in 2011 teruggegeven aan Flensburg.